# Hünscheburg
Die Hünscheburg (auch Hunsche Borg, Hünsche Burg) war eine frühmittelalterliche Wallburg unbekannter Zuordnung bei Kelze, einem Stadtteil von Hofgeismar im Landkreis Kassel in Nordhessen.

## Lage
Die Wallanlage oder Wallburg liegt nördlich von Kelze und südwestlich von Hofgeismar am nördlichen Steilabbruch des West-Ost verlaufenden Mäusegrunds, einem Grabenbruch der vom Bach Kelzergraben nach Osten durchflossen wird. Das Burggelände liegt am Rande eines leicht absteigenden Plateaus, die höchste Stelle etwa 1,3 km entfernt bei 252,9 m NHN im Nordwesten. Auch wenn die Burgstelle näher zu Kelze liegt, befindet sich das Gelände noch auf Hofgeismarer Gemarkung. Heute ist das Burggelände ein Bodendenkmal und liegt gleichzeitig komplett im flächenhaften Naturdenkmal ND-Nr.: 6.33.373. Das Gelände des Naturdenkmals und damit das alte Burggelände ist mit vielfältiger Vegetation bedeckt, darunter die Wall und Grabenbereiche mit Hecken aus Schwarzdorn und die Innenbereiche bestehen aus einem Kalkmagerrasen. Der lokale Wanderweg H6 führt südöstlich am Naturdenkmal entlang. Hier sind z. B. Schlingnatter und Zauneidechse, wie auch Veronica teucrium und Anagallis foemina nachgewiesen.

## Geschichte
Es sind keine historischen Quellen zur Befestigung bekannt. Eine Datierung ins Frühmittelalter erfolgte aufgrund der Form als Wall- oder Fliehburg, die Karl Rübel 1904 als karolingische Curtis annimmt und sie bis in die Zeit Heinrichs II. gar in die Nähe eines möglichen Königsgutes setzt.
Schon 1385 ist westlich am Spornende der Flurname „An der Hunschen Borg“ überliefert. Aufgrund der Lehensurkunden von Kelze, das zu Teilen im Besitz des Klosters Corvey war; könnte es auch eine Sicherungsburg des Streubesitzes des Klosters gewesen sein.

## Beschreibung

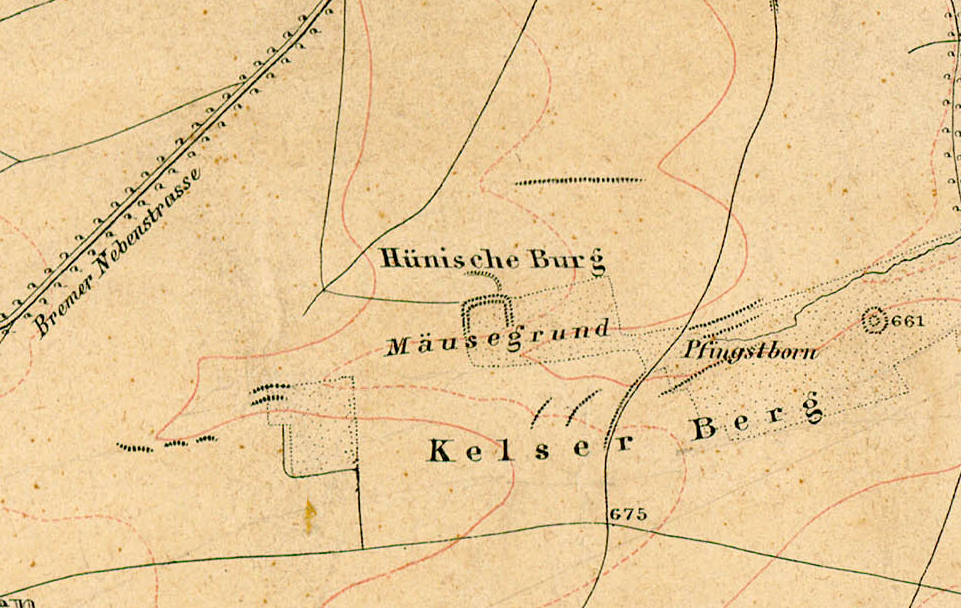
Die Hünische Burg (Hünschenburg) auf einem Messtischblatt des Kurfürstentums Hessen aus dem Erstellungszeitraum 1840 bis 1861

Die hufeisenförmige Wallburg, das nach Süden zum Grabenbruch offene U hier unbefestigt, ist eine Ost-West etwa 125 m und Nord-Süd ca. 90 m breite Wall-/Grabenbefestigung und nimmt bei einem Umfang von 410 Metern eine Fläche von etwa einem Hektar ein. Die Abbruchkante zum sogenannten Mäusegrund scheint unbefestigt gewesen zu sein. Im Osten ist der Wall noch etwa 2 Meter hoch und 8 Meter breit erhalten, der Graben nur andeutungsweise. Im Westen ist der Graben mit bis zu 12 Meter Breite und bis 4 Meter Tiefe noch gut erhalten, doch kaum noch ein Wall sichtbar. Die Nordseite weist auf ca. 20 Meter Länge noch Reste einer ausgebrochenen Blendmauer auf.
Nördlich ist nach Westen weiterziehend ein noch etwa 185 m langer Abschnittswall-/graben vorgelagert, der damit weiter nach Westen ausgreift und eine mögliche Verbindung zum etwa 350 m weiter westlichen Spornausläufer darstellen könnte, dem ein schwaches Wall-/Grabenprofil nach Westen und Süden umrundet. Ob der Abschnittswall inzwischen eingeebnet oder als komplette zweite vordere Umwallung nie vollständig ausgeführt wurde, ist ohne weitere archäologische Ausgrabungen nicht zu beantworten. Sollten die schwachen Befestigungsspuren an dem westlichen Sporn Teil der Wallburg gewesen sein, so hatte diese einen Umfang von ca. 1050 m und eine mehr als dreimal so große Fläche von 3,26 ha eingenommen.
Dieser an der Nordostecke an den Hauptwall anschließende Abschnittswall hat noch eine Höhe bis etwa 2,50 Meter. Er führt von der Nordostecke ca. 15 Meter nach Norden, ehe er in einem schwachen Bogen 170 Meter nach Westen führt. Eine Grabenverfüllung wenige Meter westlich der Nordostecke deutete auf einen inneren Torzugang; dieser ist jedoch in den Wallbereichen nicht erkennbar.
Im Südosten endet der Wallgraben vor der Abbruchkante. Bei ebidat wird hier ein Zugang (Tor) vermutet.
Lesefunde wurden als hochmittelalterlich eingestuft. Der nahe Ort Kelze, urkundlich seit dem 9. Jahrhundert, wird im Hochmittelalter als zwei Siedlungen, Niederkelze und Oberkelze, beschrieben, die aber im 14. Jahrhundert wüst fallen. Zusammenhänge mit den Lesefunden wurden bisher nicht hergestellt.
Das Burggelände lässt sich von Osten über die heutige B 83 erreichen, wo vom Kelzerberghof und eine Hühnerfarm ein Weg bis an den Burgstall führt. Oder man erreicht das Gelände von der alten Bremer Nebenstrasse im Nordwesten, der heutigen L3212, von der man über das Jugendheim Lindenhof und den gleichnamigen Hünscheburghof über landwirtschaftliche oder Feldwege zum Gelände wandern kann.

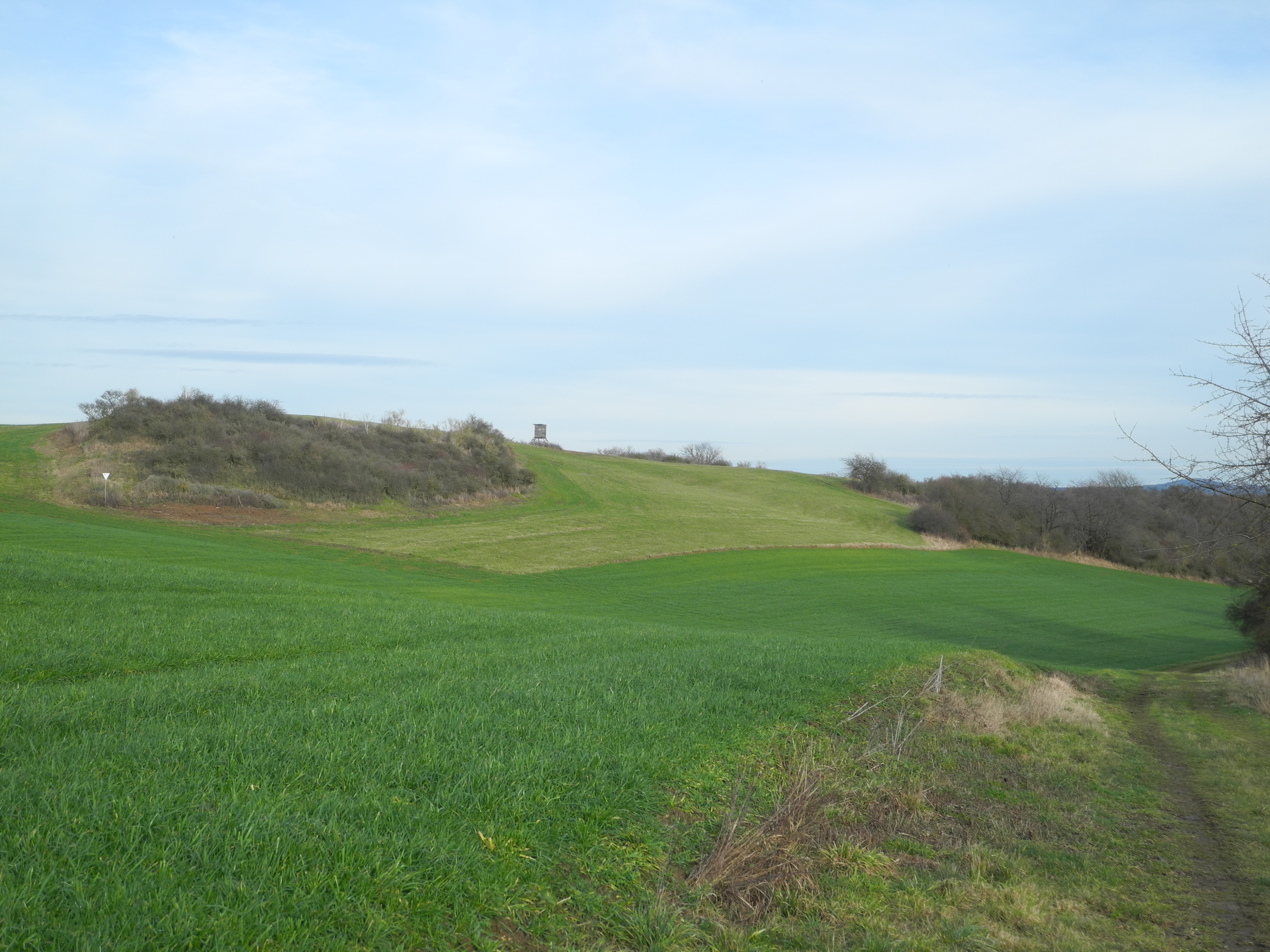
Blick auf die westliche Spornecke
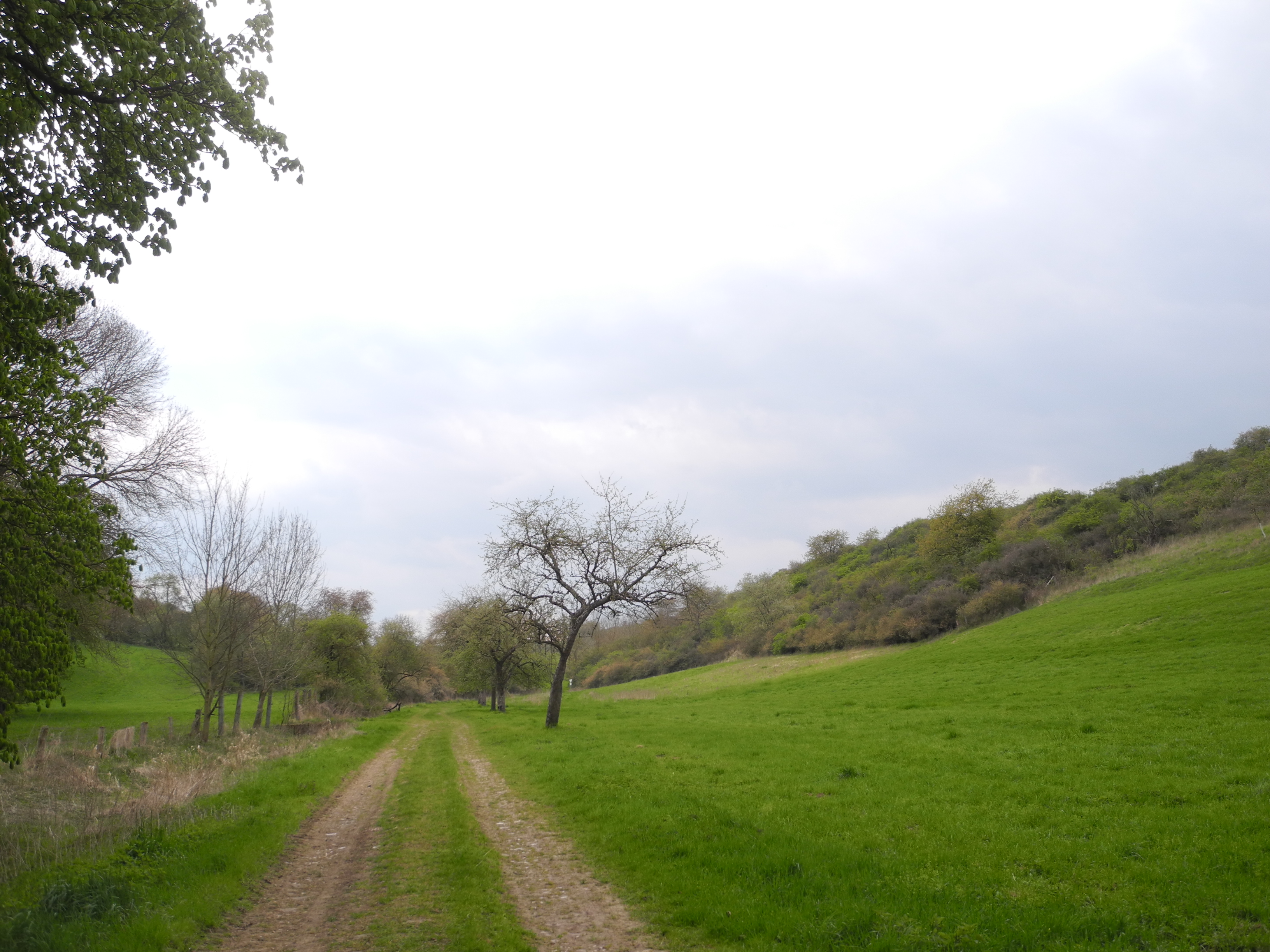
Blick vom Mäusegrund: rechts die ehemals ungesicherte Abbruchkante der Wallburg
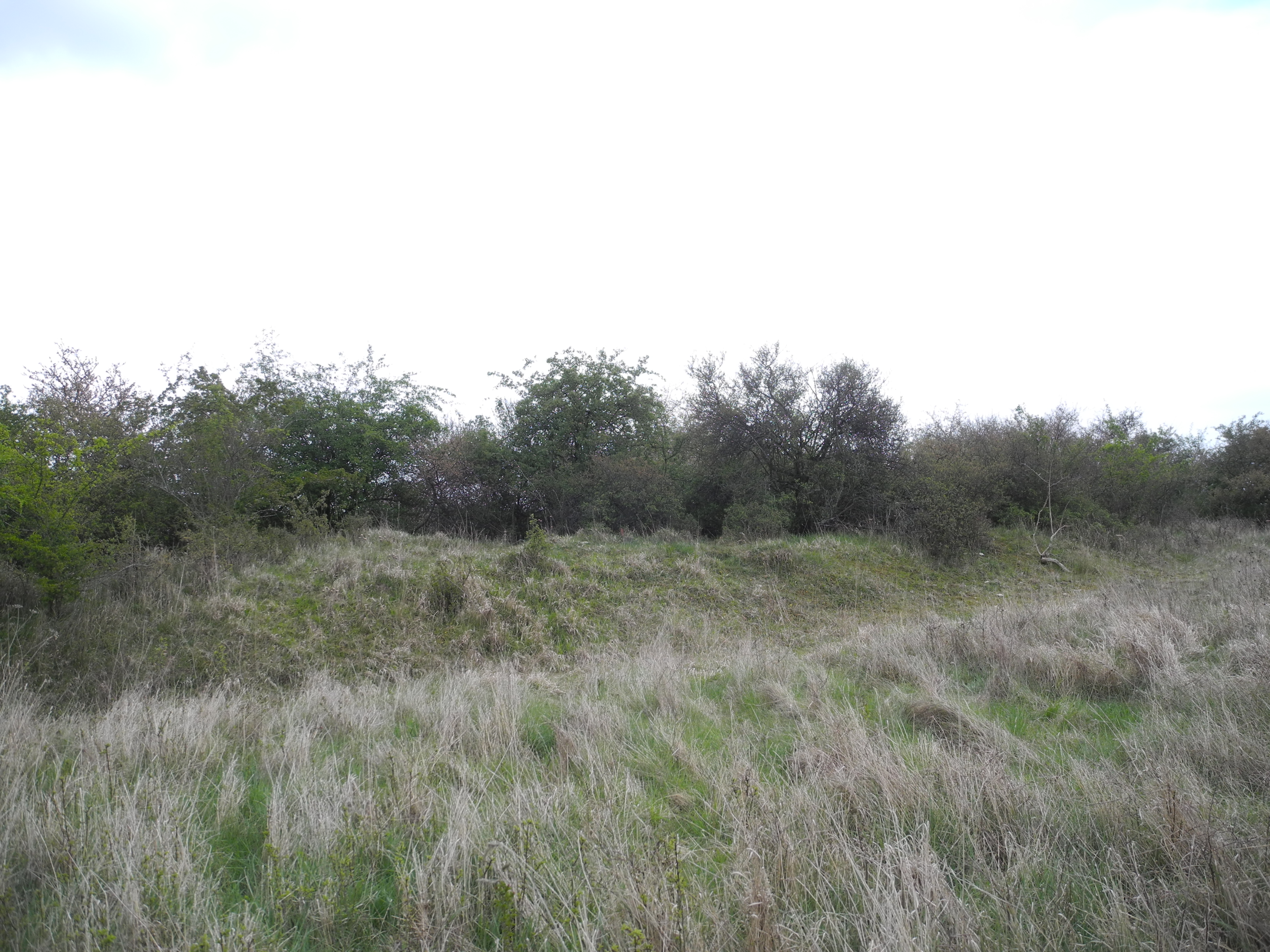
Wall-/Grabenabschnitt im Burggelände, bestanden mit Schlehdornhecken
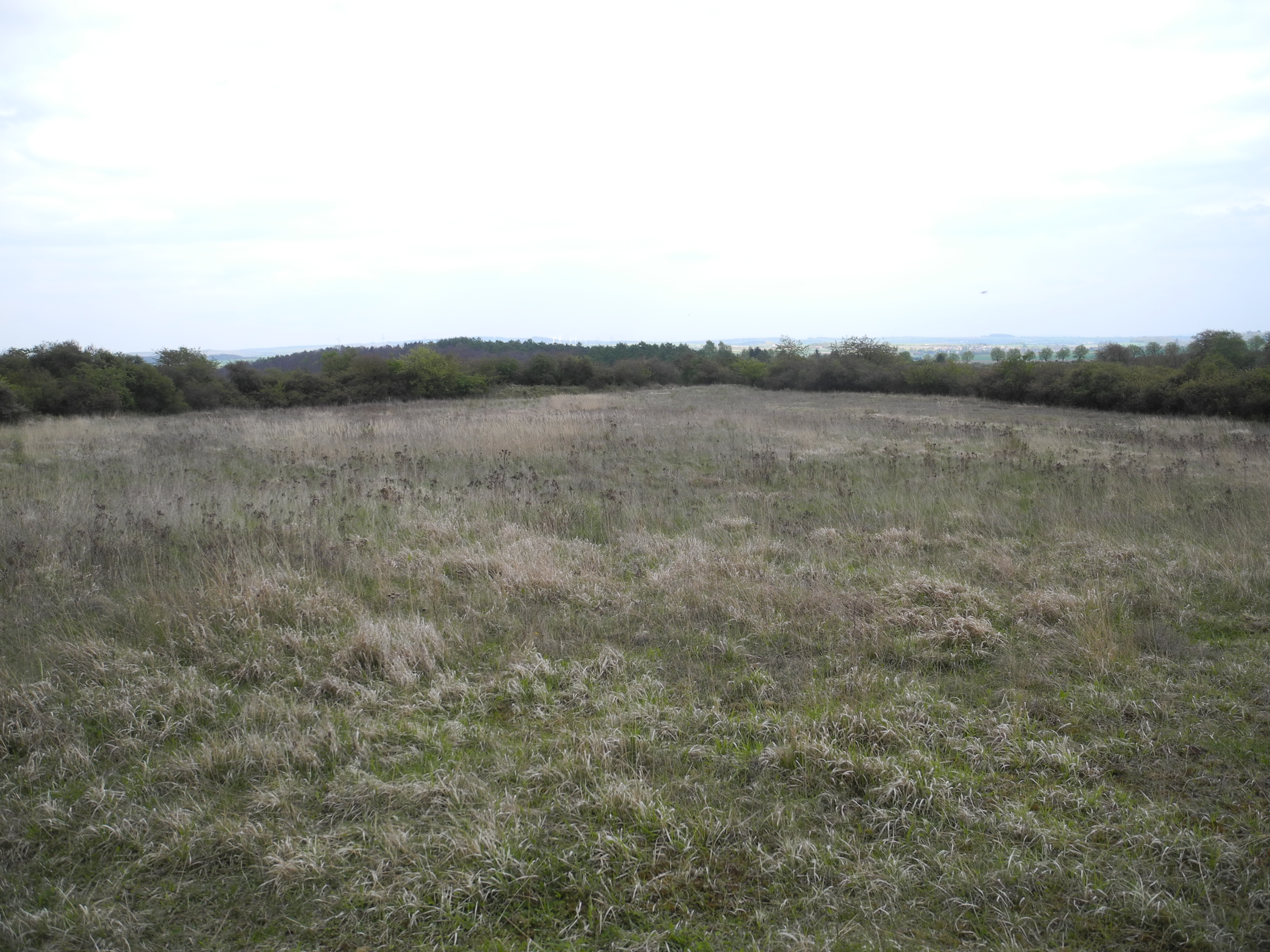
Die etwa 1 ha große Innenfläche der Wallburg mit Kalkmagerrasen